# Igneocnemis haematopus
Igneocnemis haematopus – gatunek ważki z rodziny pióronogowatych (Platycnemididae). Endemit Filipin, stwierdzony w południowej części wyspy Luzon oraz na Catanduanes i Polillo.